# Paraamblyseiulella transmontanus
Paraamblyseiulella transmontanus är en spindeldjursart som först beskrevs av Edward A. Ueckermann och Loots 1987.  Paraamblyseiulella transmontanus ingår i släktet Paraamblyseiulella och familjen Phytoseiidae. Inga underarter finns listade i Catalogue of Life.